# Tim Duckworth
Timothy Duckworth (ur. 28 czerwca 1996) – brytyjski lekkoatleta, wieloboista.
Urodził się w Stanach Zjednoczonych z rodziców pochodzących z północnej Anglii. Studiował na Uniwersytecie Kentucky. Mieszka w Seattle.
Zajął 5. miejsce w dziesięcioboju na mistrzostwach Europy w 2018 w Berlinie.
Zdobył srebrny medal w siedmioboju na halowych mistrzostwach Europy w 2019 w Glasgow, przegrywając jedynie z Hiszpanem Jorge Ureñą, a wyprzedzając Rosjanina Ilję Szkurieniowa.
Był mistrzem Wielkiej Brytanii (AAA) w skoku w dal w 2018. Był akademickim mistrzem Stanów Zjednoczonych NCAA w dziesięcioboju na otwartym stadionie i w siedmioboju w hali w 2018.
Rekordy życiowe Duckwortha.
- dziesięciobój – 8336 pkt. (7 czerwca 2018, Eugene)
- siedmiobój (hala) – 6188 pkt (10 marca 2018, College Station) rekord Wielkiej Brytanii.